# Морз (Луїзіана)
Морз (англ. Morse) — селище (англ. village) в США, в окрузі Акадія штату Луїзіана. Населення — 599 осіб (2020).

## Географія
Морз розташований за координатами 30°7′20″ пн. ш. 92°29′54″ зх. д. / 30.12222° пн. ш. 92.49833° зх. д. (30.122097, -92.498435).  За даними Бюро перепису населення США в 2010 році селище мало площу 3,63 км², уся площа — суходіл.

## Демографія
Згідно з переписом 2010 року, у селищі мешкало 812 осіб у 303 домогосподарствах у складі 219 родин. Густота населення становила 224 особи/км².  Було 347 помешкань (96/км²).
Расовий склад населення:
| - 99,5 % — білих - 0,5 % — чорних або афроамериканців |

До двох чи більше рас належало 0,0 %. Частка іспаномовних становила 0,4 % від усіх жителів.
За віковим діапазоном населення розподілялося таким чином: 26,8 % — особи молодші 18 років, 61,9 % — особи у віці 18—64 років, 11,3 % — особи у віці 65 років та старші. Медіана віку мешканця становила 35,0 року. На 100 осіб жіночої статі у селищі припадало 87,5 чоловіків;  на 100 жінок у віці від 18 років та старших — 88,6 чоловіків також старших 18 років.
Середній дохід на одне домашнє господарство  становив 51 935 доларів США (медіана — 46 607), а середній дохід на одну сім'ю — 56 692 долари (медіана — 50 625). За межею бідності перебувало 16,8 % осіб, у тому числі 18,8 % дітей у віці до 18 років та 3,2 % осіб у віці 65 років та старших.
Цивільне працевлаштоване населення становило 344 особи. Основні галузі зайнятості: освіта, охорона здоров'я та соціальна допомога — 24,4 %, сільське господарство, лісництво, риболовля — 22,1 %, роздрібна торгівля — 12,2 %, виробництво — 11,9 %.